# Gunnar Nordahl
Gunnar Nordahl (Sandviken, Švedska, 19. listopada 1921. – Alghero, Italija, 15. rujna 1995.) je švedski nogometaš i trener. 

## Igračka karijera

### Švedska
Nordahl je započeo karijeru u Hörneforsu 1937. godine, nakon toga igra od 1940. do 1944. za IFK Norrköping. S Norrköpingom osvaja četiri švedska prvenstva od 1945. do 1948. Tijekom igranja za švedske klubove Nordahl je postigao 149 golova u 172 utakmice.

### Italija
Nordahl je prešao u talijanski A.C. Milan 22. siječnja 1949. godine. Za Milan je igrao osam sezona, pet sezona bio je najbolji strijelac Serie A (1949. – 1950., 1950. – 1951., 1952. – 1953., 1953. – 1954. i 1954. – 1955.). Najbolji je strijelac Milana svih vremena s 210 ligaških golova, te je još uvijek treći najbolji strijelac Serie A svih vremena, s 225 golova u 291 utakmici. Bolji od njega su samo Silvio Piola i Francesco Totti. Nakon što je napustio Milan, Nordahl igrao za Romu dvije sezone. 
Za Švedsku nogometnu reprezentaciju odigrao je 33 utakmice i postigao 43 pogotka. Na Olimpijskim igrama u Londonu 1948. osvojio je zlatnu medalju. Zajedno s Gunnarom Grenom i Nilsom Liedholmom čini trio Gre-No-Li.

## Trenerska karijera
U Romi je u sezoni 1958. – 1959. bio igrač i trener. Nakon Rome trenirao je osam švedskih klubova, zadnji IFK Norrköping 1980. godine.

## Vanjske poveznice
- Gunnar Nordahl profil na FIFA.com  Arhivirana inačica izvorne stranice od 5. kolovoza 2015. (Wayback Machine)
- Popis švedskih igrača i trenera u Italiji nakon 1945, - RSSSF
- Detalji međunarodnih nastupa igolova od strane Roberta Mamruda RSSSF